# Prostitución en Israel

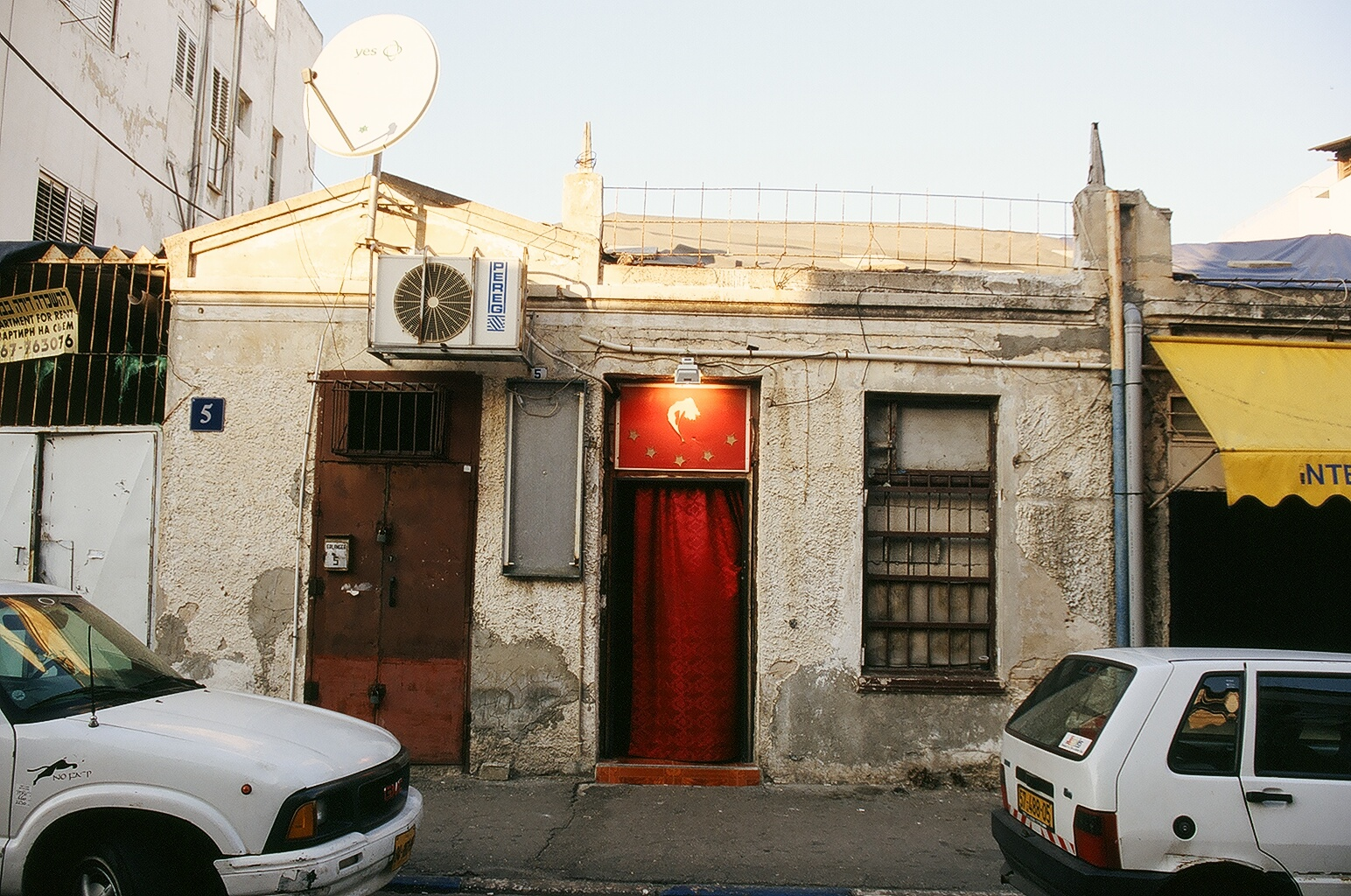
Un bar con luz roja en Tel Aviv.

La prostitución en Israel es legal, pero está prohibida si es realizada bajo la forma de burdeles y proxenetismo. El principal centro de la prostitución en el país es su capital, Tel Aviv, estimándose que el 62% de los burdeles y el 48% de los salones de masajes del país se encuentran ubicados en dicha ciudad. El tradicional barrio rojo de la antigua estación de bus de Tel Aviv ha sido sometido a numerosas redadas y cierres en 2017, y además la zona se ha gentrificado.

## Historia
Durante la Primera Guerra Mundial, la prostitución ya estaba bien establecida en Tel Aviv, Haifa, Ramla y la mayoría de las otras ciudades. Los burdeles eran propiedad tanto de judíos como de árabes. Los soldados británicos se sumaron a la demanda de la prostitución durante las décadas de 1930 y 1940, y Tel Aviv era considerado como centro del comercio sexual de todo Oriente Medio.
La prostitución fue legalizada en Israel en 1949 bajo la Ley de Prostitución y Abominación, aunque la prostitución homosexual no fue legalizada hasta 1954. Sin embargo, en 1962, se prohibió la prostitución en lugares internos pero no callejeros, por la Ley Criminal Israelí de 1966, en las secciones 199-202. Aun así, la prostitución interior ha ido en aumento. Eso no fue percibido como un problema de mayor relevancia hasta la década de 1970, (Cnaan 1982) y la política de prostitución fue descrita como una "negligencia benigna". Una investigación realizada en 1975 (Ben-Eato) recomendó su legalización, pero esta no fue implementada. (Cnaan 1982)
En la década de 1990, al igual que en otros países, el tráfico de mujeres se convirtió en un tema político para los movimientos de los derechos de la mujer en Israel, quienes se involucraron en cabildos políticos para la adopción de medidas legislativas. En 2003, Israel aprobó una ley que permitiría al estado confiscar las ganancias de dichos traficantes, pero los grupos de vigilancia afirman que la ley rara vez se aplica.
En 2007, se debatió la prohibición de su publicidad. En diciembre de 2009, el parlamento israelí presentó un proyecto de ley que prohibía la compra de sexo. En febrero de 2012, otro proyecto de ley fue aprobado por el gabinete.
En 2017, se presentó al Knéset una ''Prohibición penal del consumo de servicios de prostitución y ley de tratamiento comunitario''. Este proyecto de ley penaliza el comercio sexual, estipulando que el cliente debe pagar una indemnización a la prostituta. Se creó un comité gubernamental bajo el mando de la directora general del Ministerio de Justicia Emmy Palmor a fin de hallar el mejor modelo para criminalizar a los clientes. En enero de 2018 informaron que no habían llegado a un acuerdo sobre qué método usar, pero finalmente recomendaron «que si la prostitución era considerada como una ofensa criminal, estaban favoreciendo al crimen a mayor escala».
A pesar del código penal, en Israel utilizar los servicios de una prostituta está generalmente legitimado, y las normas sociales distinguen entre la prostitución y el tráfico.

## Economía
El comercio sexual en Israel produce ingresos anuales de hasta $500 millones de dólares.

## Inmigración
Israel es país de inmigrantes, incluyendo una gran cantidad de "no rusos" (término general que dan los israelitas hacia los ucranianos y a los inmigrantes de Asia Central). Dentro de las mujeres inmigrantes están las prostitutas, mientras que otras recurren a dicha actividad debido a las dificultades económicas que encuentran en el país. La prostitución en Israel ha sido dominada por los inmigrantes de la ex-Unión Soviética, desde la inmigración masiva de los años '90. Un estudio publicado en 2005 encontró que 1 000 prostitutas rusas trabajaban en Israel, la mayoría en las ciudades de Tel Aviv y Jerusalén. Desde 1991 a 1994, el número de "salones de masajes" administrados por inmigrantes rusos pasó de 14 a 111.

## Tráfico
Según los hallazgos publicados en 2005 por un Comité de Investigación Parlamentario, entre 3 000 y 5 000 mujeres habían ingresado de contrabando a Israel y vendidas a la prostitución en los últimos 4 años. Gran parte de ellas provenían de Ucrania, Moldavia, Uzbekistán, China y Rusia, y muchas habían sido enviadas de contrabando hacia Egipto.
En 2007, un informe del Comité de la Condición Jurídica y Social de la Mujer Knéset, reportó que en los últimos años, el número de mujeres víctimas de tráfico se había reducido a menos de 1 000 personas. En 2007, el Departamento de Estado de los Estados Unidos posicionó a Israel como "Nivel 2" en su informe anual de tráfico de personas, lo que significa que no está cumpliendo plenamente con los estándares de eliminar el tráfico, pero está llevando a cabo esfuerzos importantes para combatirlo.
Una organización que se hace llamar Fuerza de Trabajo sobre el Tráfico afirma que todos los meses los hombres israelitas visitan los burdeles hasta un millón de veces.

## Política
Varios grupos han abogado por legalizar la prostitución, o criminalizar a los compradores. Los partidos políticos conservadores religiosos se han opuesto sistemáticamente a la legalización, por motivos de inmoralidad. (Cnaan 1982)